# Skhinokhórion
Skhinokhórion (Schinochori) är en ort i Grekland.   Den ligger i prefekturen Nomós Argolídos och regionen Peloponnesos, i den södra delen av landet, 100 km väster om huvudstaden Aten. Skhinokhórion ligger 199 meter över havet och antalet invånare är 305.
Terrängen runt Skhinokhórion är varierad. Runt Skhinokhórion är det glesbefolkat, med 18 invånare per kvadratkilometer. Närmaste större samhälle är Argos, 10,9 km sydost om Skhinokhórion. 